# Messondo
Messondo ist eine Gemeinde im Département Nyong-et-Kéllé in der Region Centre in Kamerun.

## Geografie
Messondo liegt im Westen Kameruns, etwa 100 Kilometer westlich der Hauptstadt Yaoundé.

## Geschichte
Die Gemeinde Messondo wurde 1982 gegründet.

## Verkehr
Messondo liegt an der Camrail-Bahnlinie Douala-Yaoundé.